# Paraonidae
Paraonidae (лат.) — семейство кольчатых червей из инфракласса Scolecida класса многощетинковых.

## Описание
Морские придонные многощетинковые черви. Тело длинное и стройное с боковыми параподиями. Простомиум с одной антенной или антенны отсутствуют. Бранхии присутствуют на ограниченном числе медианных сетигеров у большинства видов. Все волоски простые, включая капилляры и различные, обычно постбранхиальные, крючки или другие модифицированные волоски.
Paraonidae населяют мягкое дно, песчаные и илистые отложения от литоральной зоны до 6000 м, хотя представители родов Paraonis, Aricidea и Paraonella в основном ограничены прибрежными и шельфовыми зонами. Параониды — небольшие, нитевидные полихеты, имеющие до 200 сегментов. Их длина варьирует от 2—3 мм до 40 мм, и в жизни они обычно имеют однородный жёлтый или коричневый цвет.

## Систематика
Известно 7 родов и около 200 видов. Итальянский биолог Аттилио Церрути выделил семейство в 1909 году. Семейство по-разному рассматривается как представители отряда Orbiniida (например, Fauchald 1977), Spiomorpha (например, Clark 1969) или как принадлежность к неранжированному таксону Scolecida (Rouse & Fauchald 1997). Самые ранние описанные виды параонид были отнесены к Spionidae и Orbiniidae. Родовая классификация является неопределённой. Например, Katzmann & Laubier (1975) и Hartley (1981) рассматривают Aricidea, Aedicira, Allia и Acmira (= Acesta) как подроды Aricidea sensu lato; Paradoneis и Paraonides как полноценные роды, а не как младшие синонимы Cirrophorus, как предложил Стрельцов (1973), и Paraonella как младший синоним Paraonides.
- Aricidea Webster, 1879 — более 100 видов[7]
  - =Acesta Strelzov, 1973
  - =Acmira Hartley, 1981
  - =Allia Strelzov, 1973
  - =Blakeia Langeneck, Barbieri, Maltagliati & Castelli, 2019
- Cirrophorus Ehlers, 1908 — около 10 видов
- Levinsenia Mesnil, 1897 — около 30 видов
  - =Periquesta Brito & Núñez, 2002
- Paradoneis Hartman, 1965 — около 30 видов
- Paraonides Cerruti, 1909 — 7 видов
  - =Paraonella Strelzov, 1973
  - =Tauberia Strelzov, 1973
- Paraonis Cerruti, 1909 — 8 видов
- Sabidius Strelzov, 1973 — 2 вида[8]

- nomen dubium: Aparaonis Hartman, 1965